# In certi momenti
In certi momenti (с итал. — «В определённое время») — третий студийный альбом известного итальянского певца и композитора Эроса Рамаццотти, который был выпущен в 1987 году лейблом Bertelsmann Music Group.

## Описание
Изначально было принято решение не выпускать синглы из данного альбома на внутреннем рынке Италии, хотя композиция «La luce buona delle stelle» всё же была выпущена на территории Европы. Особенность данного трека заключается в том, что это — одна из первых дуэтных работ Рамаццотти, в данном случае — с известной английской певицей Пэтси Кенсит.
Диск возглавил ряд итальянских хит-парадов, тираж альбома составил 900,000 экземпляров, в то время как тираж мировых продаж в настоящее время составляет 3,700,000.
Существует также испанская версия альбома — «En ciertos momentos».

## Список композиций
Слова и музыка всех песен — Пьеро Кассано, Аделио Кольиати, Эрос Рамаццотти.
| №                   | Название                                           | Длительность |
| ------------------- | -------------------------------------------------- | ------------ |
| 1.                  | «Questo mio vivere un po' fuori»                   | 4:19         |
| 2.                  | «OK ci sto»                                        | 3:57         |
| 3.                  | «La luce buona delle stelle» (дуэт с Пэтси Кенсит) | 4:14         |
| 4.                  | «Il gioco della verità»                            | 4:36         |
| 5.                  | «Ma che bello questo amore»                        | 4:10         |
| 6.                  | «Ciao pà»                                          | 5:01         |
| 7.                  | «Cose che ho visto»                                | 4:09         |
| 8.                  | «Libero dialogo»                                   | 4:35         |
| 9.                  | «Occhi di speranza»                                | 3:16         |
| 10.                 | «Senza perderci di vista»                          | 4:15         |
| Общая длительность: | Общая длительность:                                | 42:38        |

## Чарты
| Страна     | Позиция |
| ---------- | ------- |
| Италия     | 1       |
| Швейцария  | 3       |
| Австрия    | 5       |
| Нидерланды | 21      |

## Хронология релизов
| Дата     | Лейбл      | Формат |
| -------- | ---------- | ------ |
| 1993 год | BMG        |        |
| 1993 год | BMG        | CD     |
| 1993 год | BMG Ariola | CD     |
| 1998 год | BMG        | CD     |